# Calycomyza perplexa
Calycomyza perplexa este o specie de muște din genul Calycomyza, familia Agromyzidae, descrisă de Martinez în anul 1992. Conform Catalogue of Life specia Calycomyza perplexa nu are subspecii cunoscute.